# Jules Bazin
Jules Bazin (né le 2 mai 1905 à Québec et mort à Montréal le 8 mai 1995) est un professeur d'histoire de l'art, conservateur de bibliothèque et journaliste québécois. 

## Biographie
Fils de de Henri Bazin et de Géorgine Tardivel (fille de Jules-Paul Tardivel), Jules Bazin fait d'abord des études à Québec et à Montréal avant d'aller étudier à Paris et d'obtenir une licence ès lettres de la Sorbonne, un diplôme de l’Institut d’Art et d’Archéologie de Paris en 1934. À son retour à Montréal en 1934, il devient rédacteur au journal L’Ordre, dirigé par Olivar Asselin. En 1936, il est nommé bibliothécaire et professeur d’histoire de l’art à l’École des Beaux-Arts de Montréal, poste qu'il occupe jusqu'en 1944. Il poursuit sa carrière de professeur à l’Institut d’Études Médiévales, à l’École d’Architecture de Montréal, à l’Université de Montréal et à l’École du Meuble.
À l'été 1937, il est embauché par le gouvernement du Québec avec d'autres chercheurs, dont Maurice Gagnon et Gérard Morisset, pour réaliser un inventaire des richesses artistiques du Québec, projet dirigé par Jean Bruchési, sous-secrétaire de la province. Jusqu'en 1945, il collabore avec Gérard Morisset à cet inventaire des œuvres d’art et de l’architecture au Québec et à l’inventaire des biens culturels (1937-1985). De 1944 à 1952, il est secrétaire général du Service de l’urbanisme de la Ville de Montréal. En 1952, Jules Bazin est nommé huitième conservateur de la Bibliothèque de Montréal, poste qu’il occupe jusqu’en 1974. Il est aussi membre du Conseil consultatif pour la création d’une bibliothèque nationale de 1957 à 1961.
Il est cofondateur de la revue Vie des arts en 1956 et signe plusieurs articles dans ses pages dans les décennies suivantes.
Le fonds d'archives Jules Bazin est conservé au Musée national des beaux-arts du Québec (fonds P13).
Vie personnelle
Jules Bazin se marie avec Marie-Thérèse Crevier le 5 avril 1941 et ils ont deux filles : Geneviève et Marie.